# Zyprische EU-Ratspräsidentschaft 2012
Die zyprische Ratspräsidentschaft bezeichnet den Vorsitz der Republik Zypern im Ministerrat der EU für die zweite Jahreshälfte 2012. Vorgänger der Trio-Ratspräsidentschaft sind Polen und Dänemark.
Themen, die unter der zyprischen Ratspräsidentschaft eine Rolle spielen sollen, wurden erstmals von Innenministerin Eleni Mavrou der deutschen Öffentlichkeit präsentiert. Somit versuche man durch Solidarität und Effizienz die eigene (europäische) Wettbewerbsfähigkeit zu stärken und die Rolle als Global Player wahrzunehmen.
Zum einen soll die geplante Fiskalunion weiter vorangetrieben zum anderen der Weg für die gemeinsamen Flüchtlings- und Migrationspolitik bereitet werden. 
Themen, die innerhalb des Trios begonnen wurden, sollen weiter verfolgt und fortgesetzt werden (bspw. Energie).

## Prioritäten der zyprischen Ratspräsidentschaft
Erstes Ziel der zyprischen Ratspräsidentschaft ist es, „für ein besseres Europa zu arbeiten“.
Die Prioritäten der zyprischen Ratspräsidentschaft sind daher weitgehend, für ein:
- effizienteres und nachhaltiges Europa,
- Europa mit einer leistungsfähigeren Wirtschaft, die sich auf Wachstum gründet,
- Europa, das seinen Bürgern mehr bedeutet, somit ein Europa mit Solidarität und sozialem Zusammenhalt,
- Europa in der Welt, seinen Nachbarn näher,

einzustehen. Die Website der zyprischen EU-Ratspräsidentschaft steht in den drei Arbeitssprachen der Europäischen Union – in Deutsch, Englisch und Französisch, sowie in den beiden Amtssprachen der Republik Zypern, Griechisch und Türkisch – zur Verfügung (siehe auch Amtssprachen der Europäischen Union).

## Logo
Anders als die vorherige Trio-Ratspräsidentschaft aus Spanien, Belgien und Ungarn nutzen Polen, Dänemark und Zypern kein gemeinsames Logo. Das Logo kombiniert europäische und lokale Symbole in stilisierter Form. Der grafische Teil des Logos stellt eine Verschmelzung zwischen einem Schiff in dunkelblauer Farbe und einem nach links blickenden Vogel dar. Die dunkelblaue Farbe steht sinnbildlich für Europa und die hellblaue Farbe für das Meer, welches Zypern umgibt und ein wesentliches Element des zypriotischen Lebens und der Geschichte war und ist. Die Farbe Kupfer und Grün im „Segel“ des Schiffes/Vogels wurde angelehnt an die Farben der Flagge Zyperns. Grün steht dabei für die zypriotische Insel (Olivenbäume), Kupfer steht für die lange Tradition des Kupferbergbaues in Zypern und verweist auf den lateinischen Namen (Cuprum) der Insel. Das Schiff soll auf den Inselcharakter Zyperns und seine langjährige Tradition in der Schifffahrt hinweisen, der Vogel steht als ein universelles Symbol des Friedens und Überbringer von Botschaften.
Die Buchstabenkombination CY ist bedeutungsgleich mit dem offiziellen Kürzel Zyperns (etwa in der Liste der Kfz-Nationalitätszeichen). In Verbindung mit der Jahresangabe 2012 und dem Kürzel EU wird direkt auf die zyprische EU-Ratspräsidentschaft im Jahr 2012 hingewiesen.